# Mattiastrum incanum
Mattiastrum incanum är en strävbladig växtart som först beskrevs av Carl Friedrich von Ledebour, och fick sitt nu gällande namn av August Brand. Mattiastrum incanum ingår i släktet Mattiastrum och familjen strävbladiga växter. Inga underarter finns listade i Catalogue of Life.